# Никола Ђорић
Никола Ђорић (Смољинац код Пожаревца, 1. мај 1859 — Скопље, 29. октобар 1913) био је српски пјесник, преводилац, драмски писац, професор филозофије и љекар.

## Школовање
Основну школу и нижу гимназију је завршио у Пожаревцу, а матурирао је 1877. године у Првој београдској гимназији. Дипломирао је филозофију 1881. године на београдској Великој школи. Једно вријеме је био професор у београдској гимназији, а потом је студирао и дипломирао медицину у Бечу 1891.

## Живот и рад на културном пољу
Учествовао је  у српско-бугарском рату 1885, а затим је низ година био управник болнице и окружни љекар у Скопљу. Са првим пјесмама јавио се још као студент у часопису „Отаџбина“, 1880, а сарађивао је и у другим часописима. Упоредо са љекарском праксом, цијели живот се бавио поезијом. Написао је и два спјева – Марков топуз и Косовска епопеја – и пјесме Љубице 1892. Рукопис косовског спјева пропао је приликом повлачења скопске болнице кроз Албанију 1915. Испјевао је шест великих, махом историјских драма у стиху. Дебитовао је на сцени Народног позоришта у Београду трагедијом у 5 чинова с пјевањем Сликар или Вереник и драги, 1879. Ускоро су му приказане и објављене двије трагедије: Везир Абоговић и Видосава. Његова трагедија Момир, која, као ни првопоменута није штампана и чији је рукопис изгубљен, приказана је 1890. У међувремену је у Летопису Матице српске објављен препјев Расинове Федре у римованим александринцима, 1885, а годину дана касније и трагедија Владислав, краљ угарски (штампане у засебним књигама).
Те исте, 1890. године, у Летопису Матице српске је штампана и Ђорићева трагедија Кринка. У београдском позоришту дебитовао је као преводилац комада у стиховима, чак и прије него што се прочуо као пјесник. У прољеће 1878, у размаку од мјесец дана, приказана су два његова препјева: трагедије Освалда Махлаба Папа и краљ и Шилерове романтичне трагедије Јованка Орлеанка под називнм Орлеанка девојка, а сљедеће, 1879, – три. Само недјељу дана послије драматичаревог дебија премијером оригиналне трагедије Сликар или Вереник и драги, приказана је први пут и драма З. Х. Мозера Дебора, крајем августа исте године, трагедија Х. Лаубеа Димитрије (касније играна под називом Лажни Димитрије, а у Српском народном позоришту Лажни цар Димитрије), а крајем новембра и Расинова Федра. У Београду је још крајем 1883. приказана и Гетеова трагедија Клавиго, такође у Ђорићевом препјеву. Мада је бирао класична и популарна дјела значајнијих писаца, његови пријеводи, осим Расинове Федре, нису објављени нити сачувани. Мада су му драме штампане у Новом Саду, од шест оригиналних дјела и шест пријевода на сцени СНП, приказани су само пријеводи Мозенталове Деборе 1885. и Лаубеовог Лажног цара Димитрија 1896. године.
Лазар Томановић је веома цијенио његов књижевни рад (посебно епопеју Косово, чији је одломак из 13. главе објавила Босанска Вила) , али га је сматрао игнорисаним пјесником, због чега је и престао пратити радове младих пјесника. Николу Ђорића су увредили косовски јунаци Мештровића.